# Pamplemousses
Pamplemousses is een van de negen districten van de eilandstaat Mauritius. Het district is in het noordwesten van het eiland gelegen en is 179 vierkante kilometer groot. Anno 2000 telde Pamplemousses ruim 122.000 inwoners wat het district een bevolkingsdichtheid van 683 inwoners per km² gaf. De hoofdstad van het district heet eveneens Pamplemousses. In het district is ook de bekende Botanische Tuin Sir Seewoosagur Ramgoolam gesitueerd.

## Grenzen
Het district heeft een kustlijn:
- Met de Indische Oceaan in het noorden en het westen.

Pamplemousses grenst nog aan vier andere districten:
- Rivière du Rempart in het oosten.
- Een korte grens met Flacq in het zuidoosten.
- Moka in het zuiden.
- Port Louis in het zuidwesten.